# Charaxes pembanus
Charaxes pembanus is een vlinder uit de familie van de Nymphalidae. De wetenschappelijke naam van de soort is voor het eerst geldig gepubliceerd in 1925 door Heinrich Ernst Karl Jordan.